# Livo (Lombardia)
Livo (Liif in dialetto comasco, AFI: /ˈliːf/) è un comune italiano di 158 abitanti della provincia di Como in Lombardia.
Collocato all'interno della valle del torrente Livo, che nasce in territorio comunale presso il Lago Darengo, il paese conserva una struttura urbana antica.

## Storia
Gli annessi agli Statuti di Como del 1335 citano Livo come il comune che, assieme quello di Vercana, ha in carico la manutenzione del tratto di via Regina "ab predicto medio molo de Vercana usque ad tramittem per quem itur intus vineam Stevani Caze de Domaxio".
Durante il Ducato di Milano, Livo seguì le vicende della pieve di Gravedona e del feudo delle Tre Pievi in cui essa era inserita.
Con il Regno d'Italia napoleonico, un primo decreto di riorganizzazione amministrativa datato 1807 sancì l'annessione di Peglio al comune di Livo, situazione che venne ribaltata cinque anni dopo, quando un nuovo decreto stabilì l'aggregazione del territorio livese nel ricostituito comune di Peglio. La decisione fu tuttavia abrogata in seguito alla Restaurazione, che comportò la ricostituzione di Livo come entità comunale autonoma.
Dal 1928 al 1950 Livo fece parte del comune di Domaso assieme a Vercana.

### Simboli
Il Comune non ha ancora adottato uno stemma civico.

## Monumenti e luoghi d'interesse

### Architetture religiose

#### Chiese di San Giacomo
A Livo si trovano due chiese dedicate a san Giacomo..

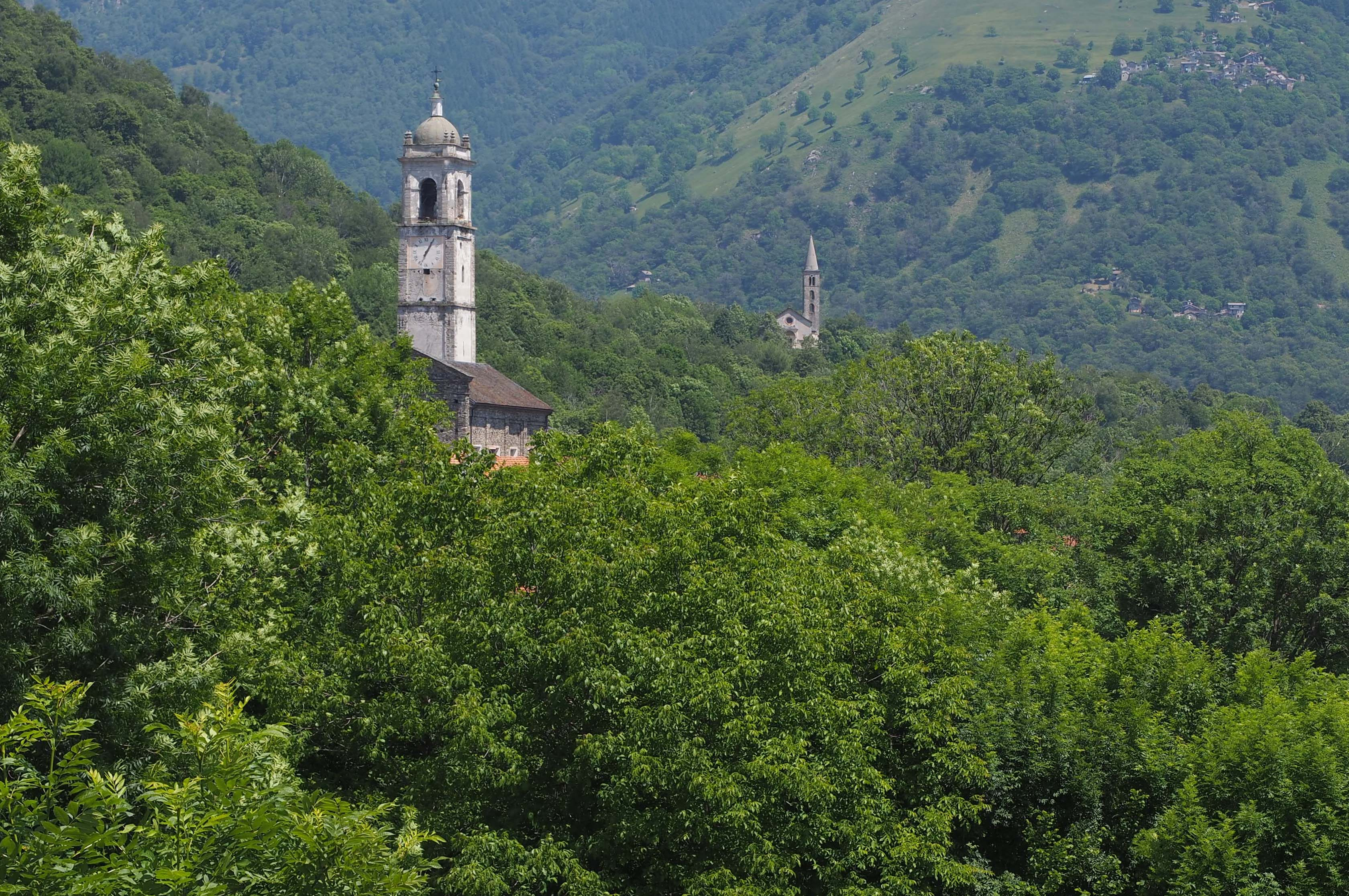
I campanili delle due chiese di San Giacomo svettano dalla vegetazione

La prima, più antica, è situata più a monte rispetto all'abitato, nei pressi del locale cimitero, non lontano della carrozzabile verso il ponte di Dangri. Già attestata nel 1297, nel 1446 la chiesa divenne la parrocchiale del paese. La chiesa, che deve il suo aspetto attuale ad alcuni interventi avvenuti tra i secoli XV e XVI, ospita affreschi cinquecenteschi.(1511-1549)

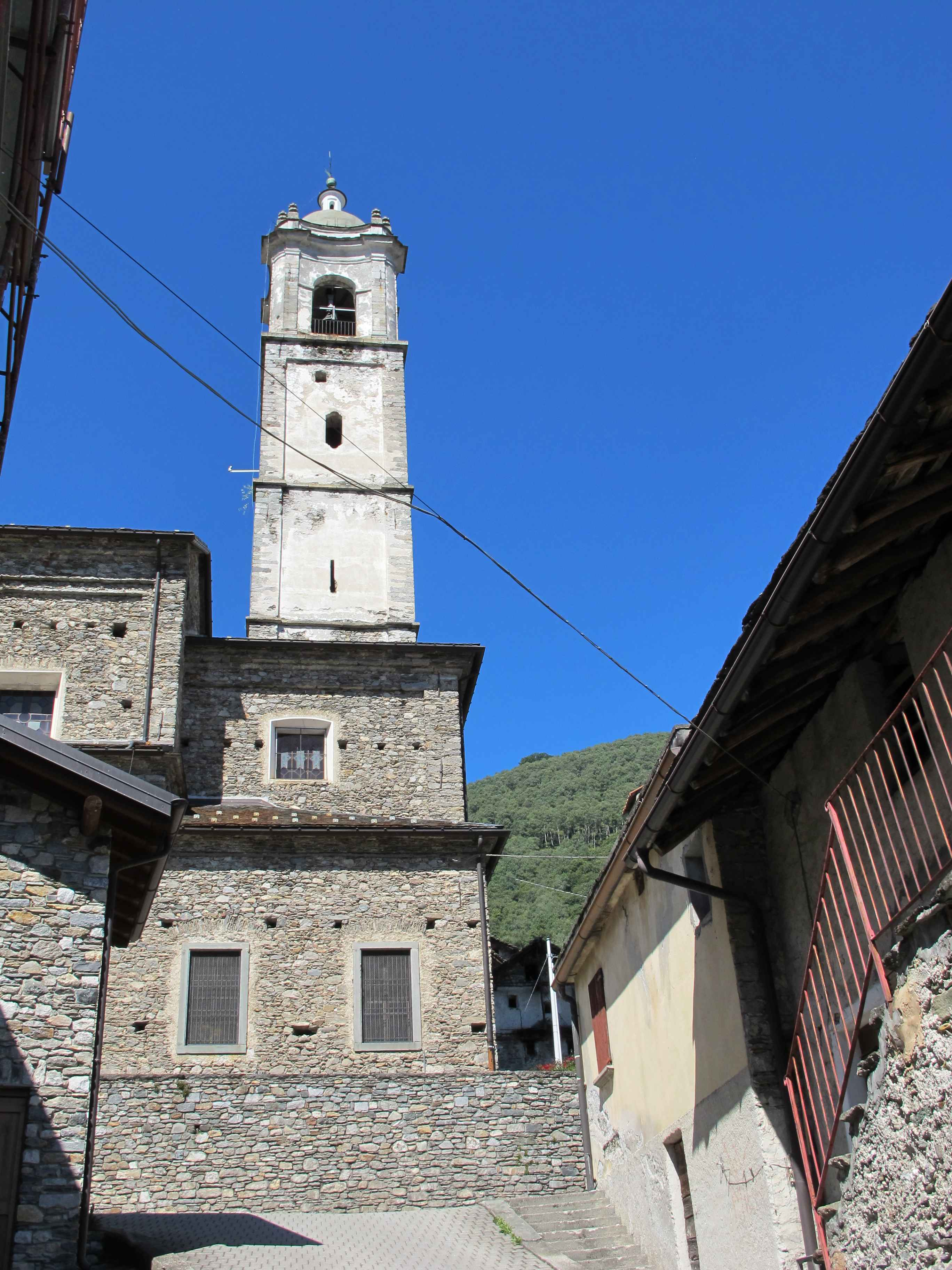
Vista laterale del campanile e della parte terminale della nuova chiesa di San Giacomo

Nel centro dell'abitato si trova la seconda chiesa di San Giacomo, costruita nel XVII secolo e consacrata nel 1699. Attestata come parrocchiale di Livo già nel 1778, dal 1986 la nuova chiesa perse il titolo di parrocchiale e venne aggregata alla parrocchia della chiesa  prepositurale di Peglio chiesa dei Santi Eusebio e Vittore.

#### Chiesa di Sant'Anna
La chiesa di Sant'Anna, conosciuta anche come santuario della Madonna di Mezza Cresta o come santuario della Madonna di Livo, fu realizzata nel XVII secolo lungo la mulattiera che dal ponte di Dangri porta verso la località di Baggio. La chiesa, che si trova a 742 m s.l.m., è in stile barocco.

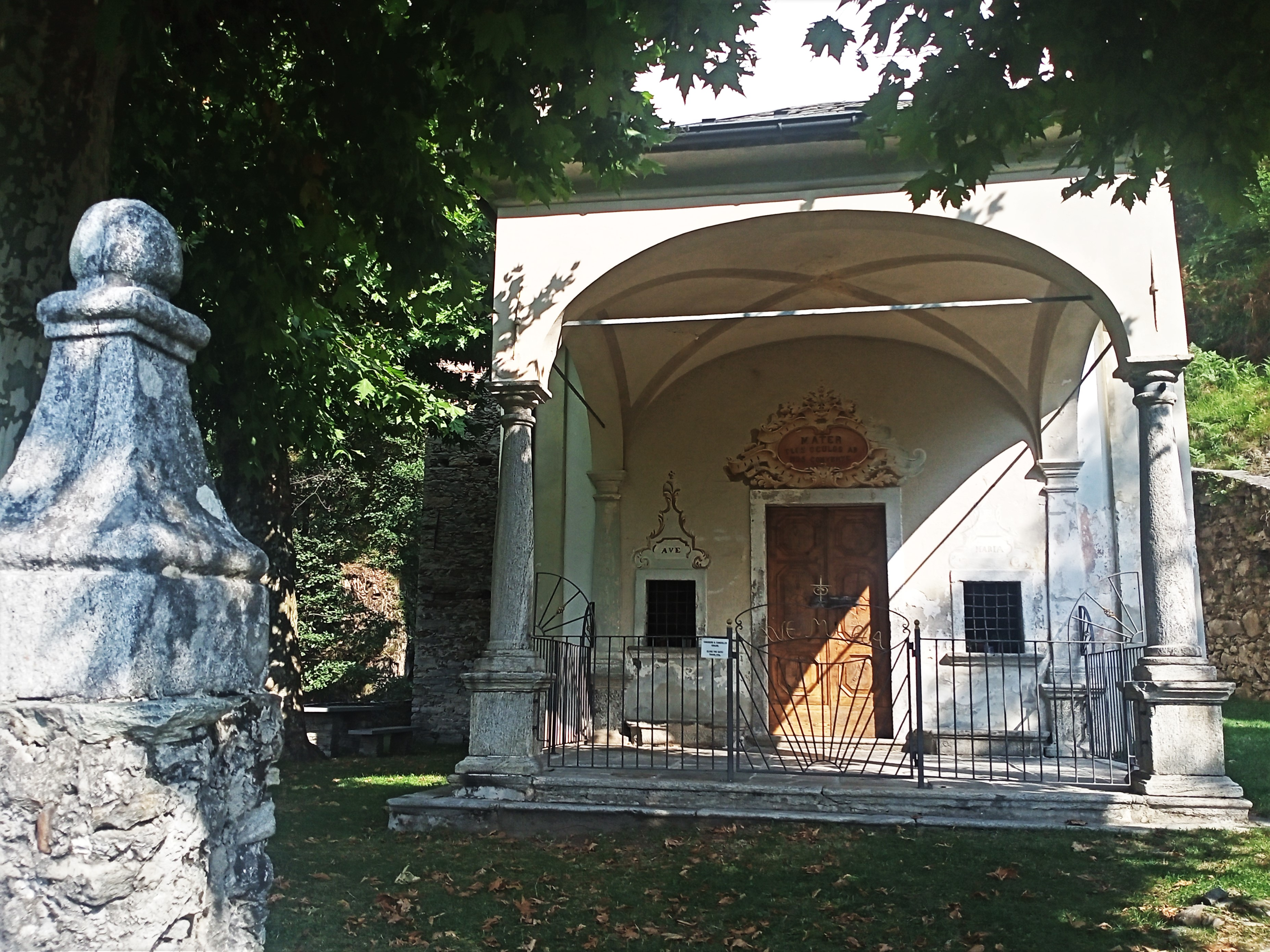
Ingresso del Santuario della Madonna di Mezza Cresta

L'edificio, completato nel 1720, fu costruito per collocarvi un affresco di una Madonna con Bambino. Il dipinto, ritenuto miracoloso, si trovava originariamente in una piccola cappella votiva, situata nel luogo dove poi fu costruita la chiesetta. Oltre all'affresco, la chiesa conserva un organo settecentesco di Giuseppe Colombo di Gottro precedentemente collocato nella chiesa Ex parrocchiale al posto dell'attuale organo Franzetti.

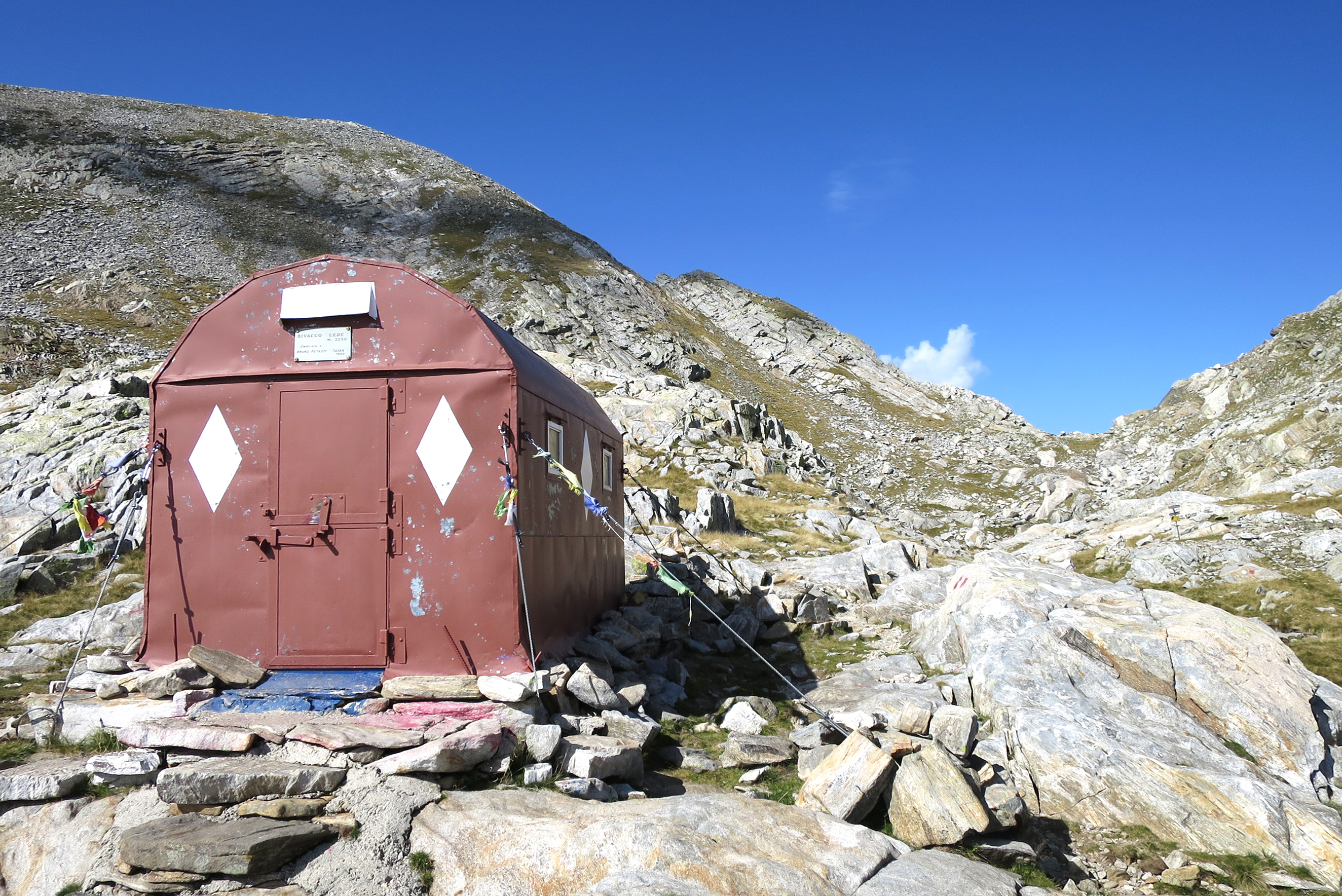
Il Bivacco Petazzi al Lago Ledù

### Architetture civili
Caratteristiche del villaggio sono le tipiche e ben conservate costruzioni rurali in pietra. Molte delle abitazioni affacciate sulla via principale, case presentano affreschi votivi del XVI secolo, oltre a portali in pietra scolpita che riportano stemmi di antiche famiglie un tempo residenti in loco.
D'interesse storico è anche il ponte in pietra che, in località Dangri, attraversa il torrente Livo.

#### Rifugi
- Bivacco Petazzi, nei pressi del Lago Ledù
- Rifugio capanna Como
- Rifugio Pianezza[23]

## Società

### Evoluzione demografica

#### Demografia pre-unitaria
- 1751: 480 abitanti[6]
- 1771: 606 abitanti[24]
- 1805: 624 abitanti[7]
- 1809: 905 abitanti (dopo l'annessione di Peglio)[7]
- 1853: 768 abitanti[8]

#### Demografia post-unitaria

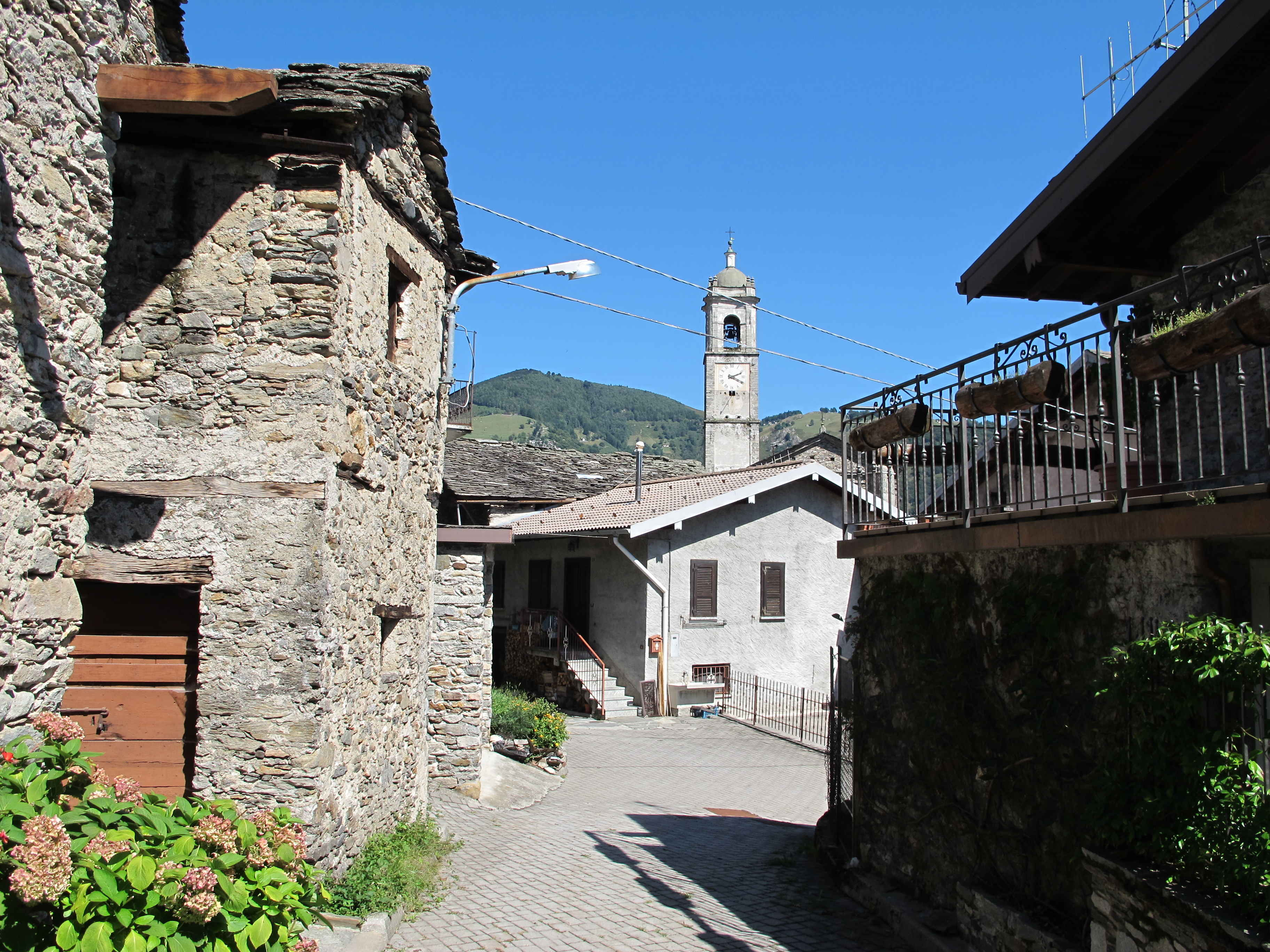
Una strada nel centro di Livo

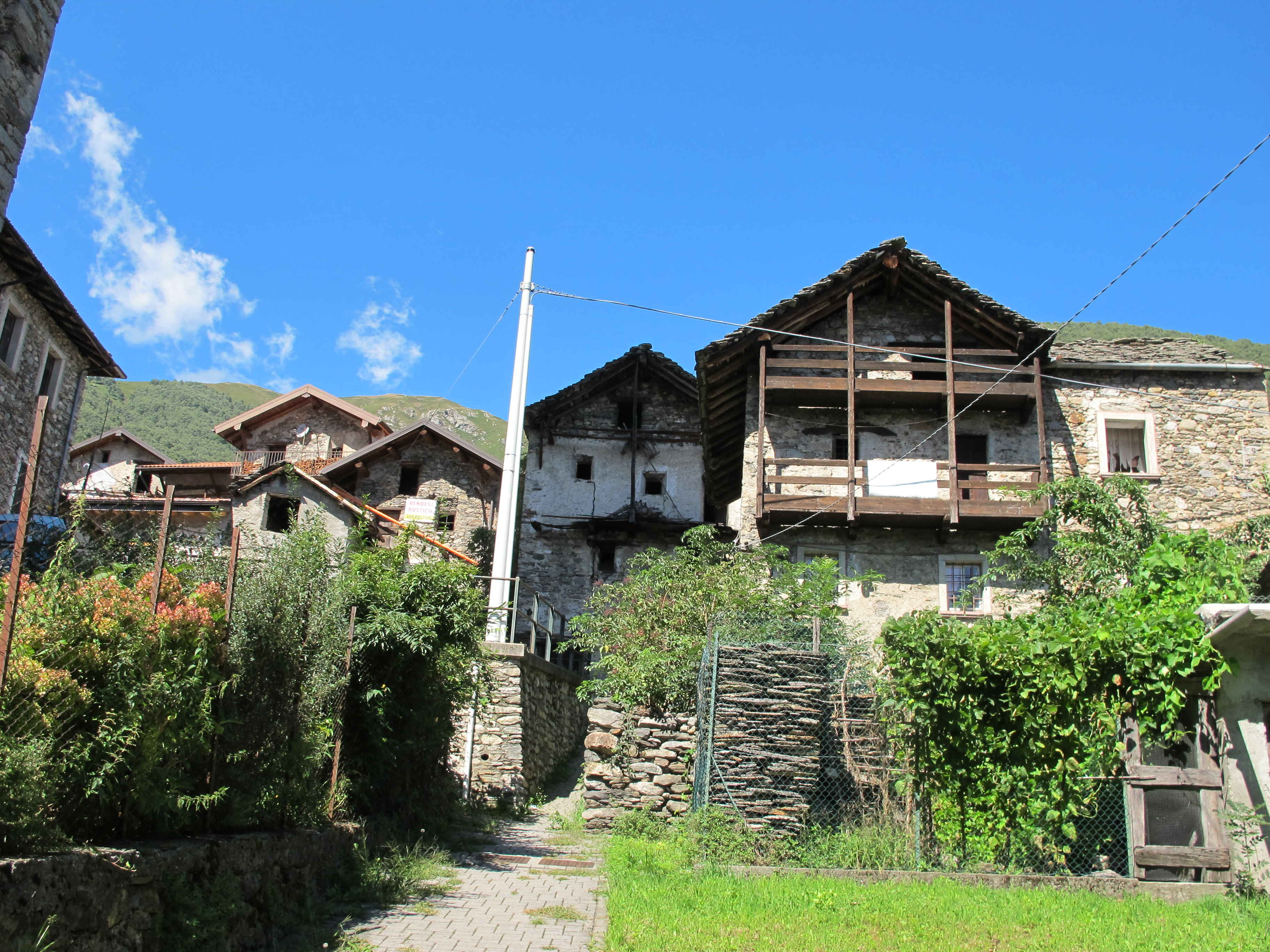
Tipiche abitazioni di Livo

Abitanti censiti

## Geografia antropica
L'abitato si sviluppa a partire da una serie di strade parallele, collegate da vicoli perpendicolari che seguono la linea di pendio della montagna. In mezzo al paese, la via principale si allarga nella piazza della nuova chiesa di San Giacomo. Le case presentano perlopiù stilemi dell'architettura rurale. Una zona immersa nei boschi di castagno e situata più a monte rispetto all'abitato ospita il cimitero e la vecchia chiesa di San Giacomo.

## Economia

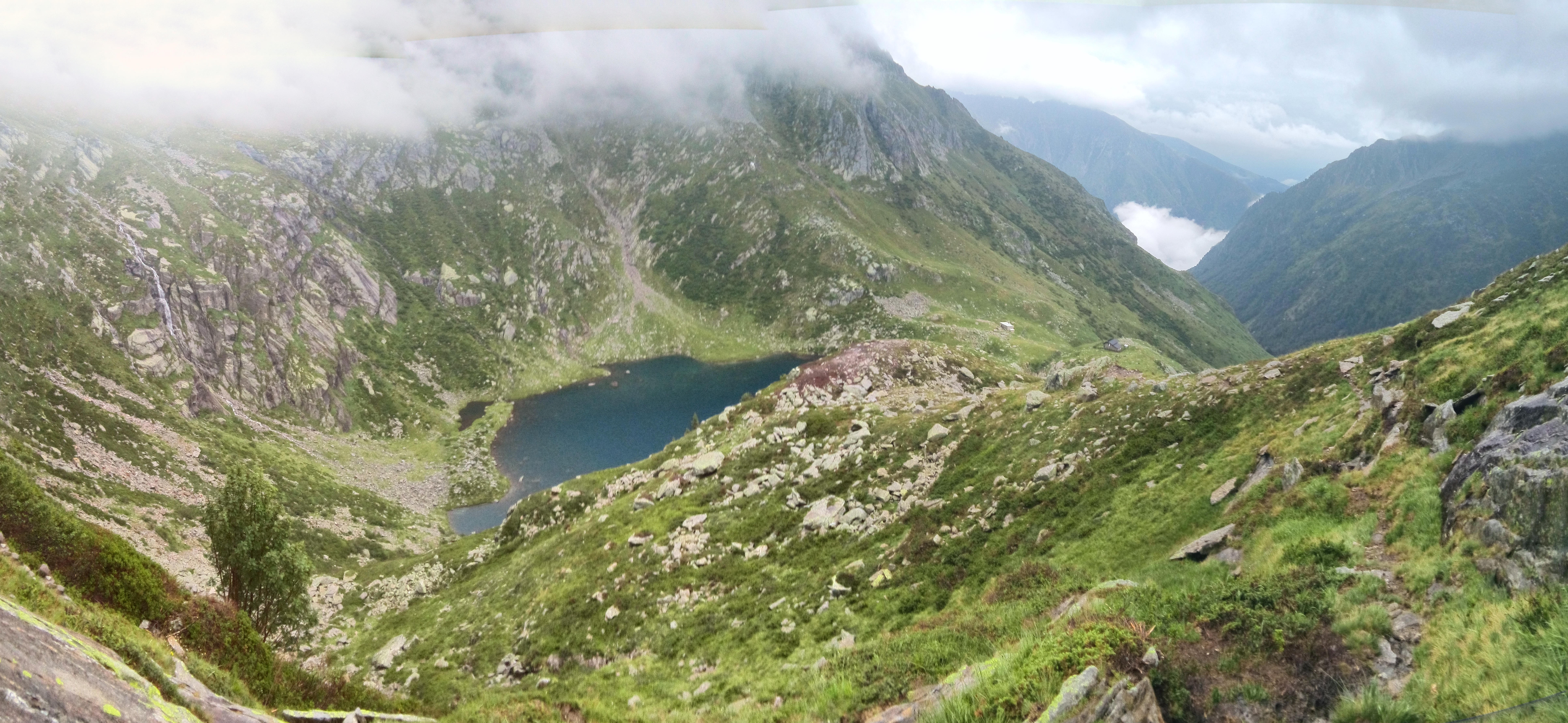
Veduta sul Lago Darengo

### Turismo
- Escursione alla capanna Como e al lago Darengo.
- Escursione al Bivacco Bruno Petazzi presso il Lago Ledù.

### Annotazioni
1. ↑  Per il dialetto comasco, si utilizza l'ortografia ticinese, introdotta a partire dal 1969 dall'associazione culturale "Famiglia Comasca" nei vocabolari, nei documenti e nella produzione letteraria.

### Fonti
1. 1 2   Bilancio demografico mensile anno 2024 (dati provvisori), su demo.istat.it, ISTAT.
2. ↑   Classificazione sismica (XLS), su rischi.protezionecivile.gov.it.
3. ↑   Tabella dei gradi/giorno dei Comuni italiani raggruppati per Regione e Provincia (PDF), in Legge 26 agosto 1993, n. 412, allegato A, Agenzia nazionale per le nuove tecnologie, l'energia e lo sviluppo economico sostenibile, 1º marzo 2011,  p. 151. URL consultato il 25 aprile 2012 (archiviato dall'url originale il 1º gennaio 2017).
4. ↑   AA. VV., Dizionario di toponomastica. Storia e significato dei nomi geografici italiani., Milano, Garzanti, 1996,  p. 357, ISBN 88-11-30500-4.
5. 1 2 3 4   Comune di Livo, su comune.livo.co.it. URL consultato il 6 maggio 2020.
6. 1 2 3   Comune di Livo, sec. XIV - 1757, su Istituzioni storiche – Lombardia Beni Culturali. URL consultato il 6 maggio 2020.
7. 1 2 3   Comune di Livo, 1798 - 1815, su Istituzioni storiche – Lombardia Beni Culturali. URL consultato il 6 maggio 2020.
8. 1 2   Comune di Livo, 1816 - 1859, su Istituzioni storiche – Lombardia Beni Culturali. URL consultato il 6 maggio 2020.
9. ↑   Comune di Livo, 1859 - 1928, su Istituzioni storiche – Lombardia Beni Culturali. URL consultato il 6 maggio 2020.
10. ↑   Comune di Livo, 1950 - [1971], su Istituzioni storiche – Lombardia Beni Culturali. URL consultato il 6 maggio 2020.
11. 1 2   Chiesa di S. Giacomo - complesso, Via San Giacomo - Livo (CO), su Architetture – Lombardia Beni Culturali. URL consultato il 6 maggio 2020.
12. 1 2   Chiesa di S. Giacomo - complesso, Via G. Mazzini - Livo (CO), su Architetture – Lombardia Beni Culturali. URL consultato il 6 maggio 2020.
13. 1 2 3   Comune di Livo, su comune.livo.co.it. URL consultato il 6 maggio 2020.
14. ↑   Parrocchia di San Giacomo apostolo, 1446 - 1986, su Istituzioni storiche – Lombardia Beni Culturali. URL consultato il 6 maggio 2020.
15. 1 2 3 4 5 6  TCI, Guida d'Italia [...], p. 333.
16. 1 2  TCI, Le province di Como e Lecco [...], p. 88
17. ↑   Lorenzo Morandotti, San Giacomo Vecchia a Livo, capolavoro ritrovato, su corrieredicomo.it. URL consultato il 6 maggio 2020 (archiviato dall'url originale il 29 novembre 2020).
18. ↑   Chiesa di S. Anna, Livo (CO), su Architetture – Lombardia Beni Culturali. URL consultato il 6 maggio 2020.
19. 1 2 3   Santuario della Madonna di Mezza Cresta – Livo (Como) : Viaggi Spirituali, su viaggispirituali.it. URL consultato il 6 maggio 2020.
20. ↑  Borghese, p. 268.
21. 1 2   Gianpiero Riva, Una scultura per ricordare Ardenghi Nel giorno dell'apparizione della Vergine, in La Provincia, 17 gennaio 2022,  p. 30.
22. 1 2   Santuario della Madonna di Mezza Cresta (Chiesa di Sant'Anna), su North Lake Como. URL consultato il 6 maggio 2020.
23. ↑   Rifugio Pianezza, su diska.it. URL consultato il 6 maggio 2020.
24. ↑   Comune di Livo, 1757 - 1797, su Istituzioni storiche – Lombardia Beni Culturali. URL consultato il 6 maggio 2020.
25. ↑  Statistiche I.Stat ISTAT  URL consultato in data 28-12-2012.
Nota bene: il dato del 2021 si riferisce al dato del censimento permanente al 31 dicembre di quell'anno. Fonte:  Popolazione residente per territorio - serie storica, su esploradati.censimentopopolazione.istat.it.